# 日本航空472号班机事故 (1972年)
日本航空472号班机是自伦敦起飞，经由法兰克福、罗马、贝鲁特、德黑兰、孟买、曼谷、香港，飞往东京的航班。 1972年9月21日，这架本应在贾特拉帕蒂·希瓦吉国际机场降落的飞机在机组错误地在Juhu机场降落时冲出跑道。事故后，涉事飞机因受损过于严重没有维修价值而被报废。

## 涉事飞机
涉事飞机是一架道格拉斯DC-8-53型飞机，注册号JA8013，1964年出厂。

## 事故经过
飞机从伦敦起飞时即延误20分钟。在飞机从德黑兰起飞飞往孟买时，已经按预定时间晚了80分钟。机组决定使用仪表着陆系统在孟买贾特拉帕蒂·希瓦吉国际机场降落。不过，空管询问他们“你们可以看到跑道吗？”，机组回答称他们可以。由于当时天气情况尚好，空管指示机组使用目视进近。
随后，472号航班在下降过程中不慎飞过了贾特拉帕蒂·希瓦吉国际机场西侧的09跑道，机组旋即做了一个360度转弯以重新降落在09跑道。然而，飞机并没有正确地降落在贾特拉帕蒂·希瓦吉国际机场，而是降落在3.7公里之外的Juhu机场08号跑道。为小型飞机着陆设计的Juhu机场08跑道只有1143米（3750英尺）长。远不能满足JL472航班降落的需要。
在打开反推之后，472航班的机组立刻认识到自己的错误并立刻打开扰流板并将刹车开到最大。然而飞机还是冲出了跑道。这导致这架飞机靠近舱门一侧的两个引擎脱落，起落架损坏，机头触地。残骸随后燃起大火，但很快就被消防员扑灭。

## 事故原因
虽然飞行员失误才是这起事故的主要原因。然而，在离贾特拉帕蒂·希瓦吉国际机场如此近的地方设置一座小型机场明显也有不妥，先前已有多次因混淆两座机场发生的类似事故（详见下段）。尽管Juhu机场是印度独立前建立的，印度民航部门还是因此受到责难。另外，当机组做360度转弯时，472号航班曾正对朝阳的方向，这也使得机组短时间内看不到贾特拉帕蒂·希瓦吉国际机场的跑道。当他们看到Juhu机场的跑道时，他们就将其误认为贾特拉帕蒂·希瓦吉国际机场的跑道并在此着陆。

## 相似事故
该起事故发生前，孟买已经发生过多起类似事故，但大部分飞机没有在事故中完全损毁。
1953年7月15日，英国海外航空的一架彗星型客机错降在Juhu机场。九天后该机又飞离Juhu机场